# Doulougou
Doulougou är en ort i Burkina Faso.   Den ligger i provinsen Bazega Province och regionen Centre-Sud, i den centrala delen av landet, 40 km söder om huvudstaden Ouagadougou. Doulougou ligger 335 meter över havet och antalet invånare är 623.
Terrängen runt Doulougou är platt. Närmaste större samhälle är Kombissiri, 15,9 km nordost om Doulougou.
Omgivningarna runt Doulougou är en mosaik av jordbruksmark och naturlig växtlighet. Runt Doulougou är det ganska tätbefolkat, med 72 invånare per kvadratkilometer.